# Transmissão de dados
Transmissão de dados, transmissão digital, ou comunicação digital, é a transferência dos dados físicos (num fluxo de bits digital ou um sinal analógico digitalizado) ao longo de um canal de comunicação ponto-a-ponto ou multiponto. Exemplos desses canais são fios de cobre, fibras ópticas, canais de comunicação sem fios, dispositivos de armazenamento e barramentos. Os dados são representados como um sinal eletromagnético, tal como tensão elétrica, onda de rádio, microondas, sinais infravermelhos.